# Le Congrès des rois
 Le Congrès des rois es una opéra-comique en tres actos y prosa mezclada con "ariettes", cuyo libreto está escrito por Antoine-François Ève, conocido también como Èva Demaillot, y la música confiada a doce compositores. Fue creada el 26 de febrero de 1794 en el Teatro Nacional de la Opéra-Comique, en la «Sala Favart» de la calle Favart.
Apenas queda nada de este trabajo de circunstancias, hecho en cuarenta y ocho horas durante El Terror a petición del Comité de Salvación Pública. Es rechazado por el público. Según un protagonista, la diversidad de compositores, incluidos Grétry, Méhul, Dalayrac, Cherubini, puede llevar a una falta de armonía.
Los términos de su prohibición después de dos actuaciones son una cita. Por decreto del 13 de enero de 1791 la Asamblea Nacional Constituyente deroga, en nombre de la igualdad y la libertad de expresión, cualquier obstáculo a las representaciones teatrales. Las tres salas parisinas, que anteriormente disfrutaban de un privilegio real, se convierten en treinta y seis. Pero el régimen del Terror impone un cambio político. Teniendo en cuenta la ópera como un modo de expresión, el Comité de Salvación Pública no puede dejar que se desarrolle sin control «una práctica cultural largamente dominante en ese momento» y potencialmente adversa a la Revolución. Bajo su influencia, la Convención Nacional Montagnard adopta el decreto del 2 de agosto de 1793 que restaura la censura.
Con motivo de la representación de Le Congrès des rois, el Consejo General de la Comuna de París desconoce sus prerrogativas, prohibiendo un trabajo que todavía había sido ordenado por el Comité de Salvación Pública. Aprovecha esta oportunidad para otorgarse el derecho de censurar todas las obras, incluso antes de que se difundan. Esta primera prohibición de representación ilustra la rivalidad ejercida entre las dos instancias republicanas para garantizar el poder ejecutivo.

## Circunstancias

### Ambiente político

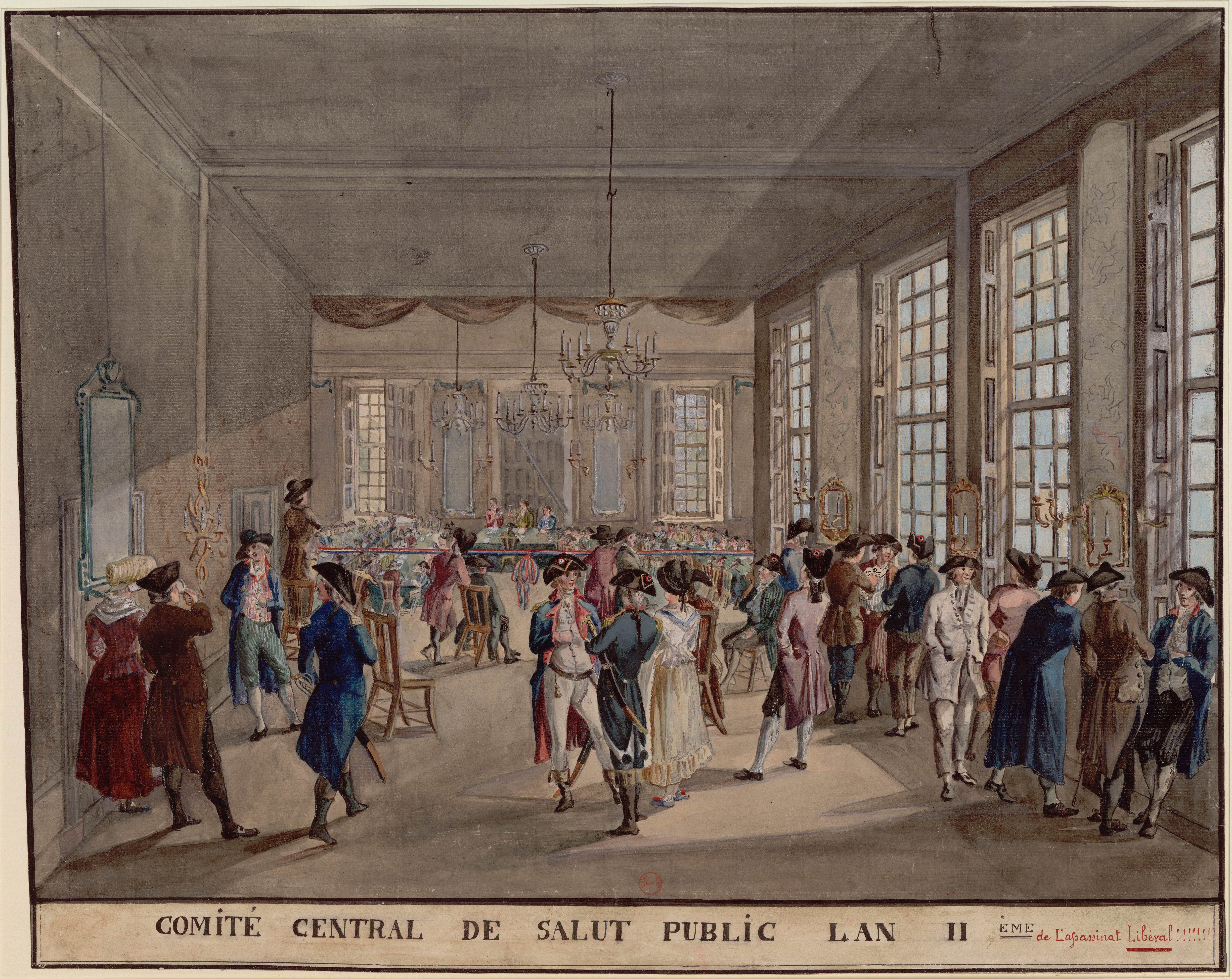
Comité de Salvación Pública 1793-1794 (Patrocinador del trabajo).

Desde mayo de 1793, el Comité de Salvación Pública tiene un equipo de 170 agentes secretos que debe informar al estado de la opinión pública en relación con las ideas y objetivos revolucionarios. El 2 de agosto de 1793, se crea un fondo secreto para influenciar a la población. Permite financiar la prensa y fomentar alguna forma de expresión artística; esta última actúa sobre los analfabetos. Uno de los objetivos de esta propaganda es presentar la coalición de gobernantes de Europa, provocada por la ejecución de Luis XVI de Francia y el intento de exportar ideas revolucionarias, como una ignominia.
El 11 de enero de 1794, el Comité confirma uno de sus encargos al adelantar mil libras a Barnabé Augustin de Mailly para la impresión de su estampa delCongrès des rois coalisés, ou les Tyrans (découronnés).
Un poco más tarde, «en mayo de 1794, una orden llama a poetas y literarios celebrar los principales acontecimientos de la Revolución».  Por lo tanto, «el pueblo ingenuo y analfabeto» tuvo que recurrir a su conocimiento y su fervor popular.

### Requisito del poder
En esta atmósfera donde las representaciones son circunstanciales, Le Congrès des rois se lleva al escenario. André Grétry, uno de los compositores, recuerda que este drama revolucionario «fue puesto en música en dos días por todos los compositores de París. El temido Comité de Salvación Pública fue quien dio la orden». De hecho, en el momento de El Terror, el miedo a ser denunciado por no haber cumplido con un encargo del Comité de Salvación Pública está muy presente. Todo el mundo sabía que «el tribunal revolucionario tiene una oficina especial para recibir los testimonios de los denunciantes voluntarios». Sin embargo, después de un juicio sumario, el tribunal decidía la absolución o la pena capital. Entonces los compositores ejecutan y ponen las melodías y sus nombres escritos en dos gorras rojas y proceden a un sorteo para asignarlas.

## Obra

### Argumento

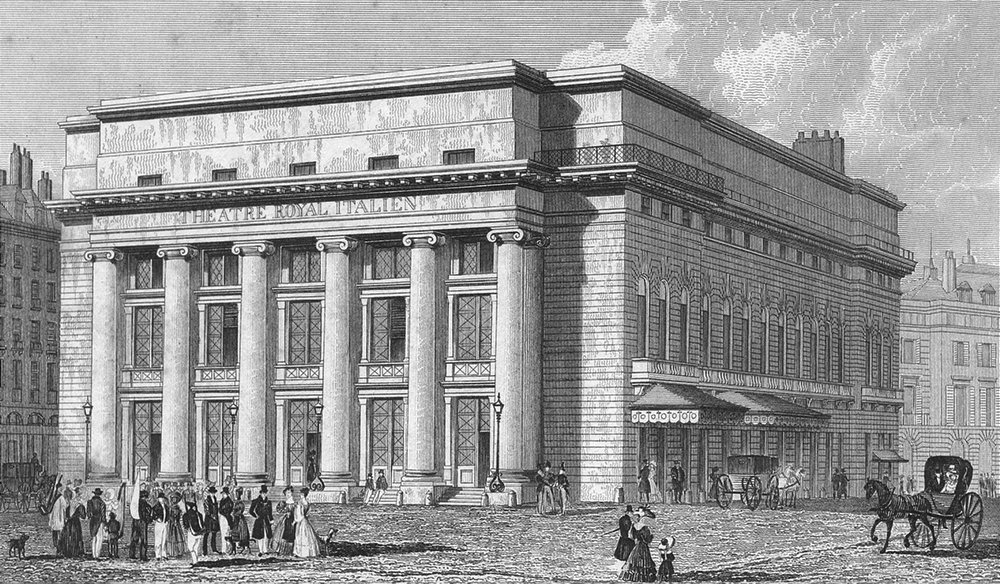
Dibujo del Teatro Nacional de la Opéra-Comique, lugar de la representación de la obra. Primera Sala Favart destruida por un incendio en 1838.

Esta ópera cómica cuenta un encuentro imaginario entre monarcas en la corte del rey de Prusia para compartir Francia. Entre los participantes figuran el emperador Francisco I de Austria, un representante de «La Catau» -Catalina II de Rusia- los Reyes de España, Cerdeña, Nápoles y Reino Unido acompañados por su ministro William Pitt. El papa Pío VI envía a Cagliostro para hablar en su nombre.
Cagliostro engaña a mujeres enemigas de la tiranía para emplear sus encantos en el encuentro de los seis bandidos coronados. Cagliostro, partisano secreto de Francia, manipula a los otros protagonistas. Así, él los reúne en un salón obscuro, los coloca en jarras y les hace ver tropas de sans culottes  [...]. En medio de las sombras se encuentra Marat. Estos fantasmas predicen una revolución en la que la razón y la libertad triunfan sobre el error y la tiranía. Las cabezas coronadas están asustadas, pero una de ellas consuela a las otras especificando: «Afortunadamente, estas son únicamente sombras»
Al tercer acto, el Congreso  se lleva a cabo finalmente y Francia, aunque no conquistada, se divide provincia por provincia. Pero, con un repentino ruido de cañones, los patriotas franceses llegan al palacio. Los reyes, que deliberadamente se ponen en cuclillas huyen, y vuelven con un gorro rojo gritando, ¡Viva la República! Y cantan el Carmagnole que les permite escapar. La planta francesa de un árbol de la libertad y prenden una hoguera de alegría, los símbolos del antiguo régimen, bailar y cantar a la gloria del despertar del pueblo y la caída de la tiranía.

### Trece compositores
La prensa de la época informa de la fecha, el lugar de la presentación y el número de compositores. Al final del siglo XIX, el crítico musical francés Arthur Pougin afirma que «consultados acerca de los registros escritos a mano de la vieja comedia italiana, que se relacionan con todos los detalles los espectáculos de todos los días», es lo que le permite dar los nombres un libretista y doce músicos o trece compositores en total.
El libretista Ève Demaillot, bien conocido en la escena parisina, probablemente fue escogido por el Comité de Salvación Pública en razón de su pasado de comediante, de entre ellas algunas piezas secundarias y especialmente porque se ha hecho remarcas en el Club des Jacobins. La Administración de la policía le describió en la Comuna de París como un «patriota cuyo civismo se conoce».
No menos de doce músicos seleccionados por el Comité de Salvación Pública fueron necesarios para componer la música en cuarenta y ocho horas. «La colaboración musical [que] sigue siendo un hecho excepcional» 18  se subraya constantemente sobre este trabajo. Algunos ya son conocidos como André Grétry incluyendo su famoso Richard Coeur-de-lion, otros parecen anónimos Armand-Emmanuel Trial, pero el padre de este último, era un miembro de la municipalidad de París y nombrado oficial  del estado civil,lleno de ideas revolucionarias.

### Del libreto a la partitura
El libreto y la partitura no han sido encontrados. A falta de música, texto e indicaciones de puesta en escena, el trabajo se puede reconstruir parcialmente a partir de informes diarios, en almanaques y notas dejadas por los compositores y espectadores contemporáneos.
Únicamente el dúo Le roi défunt s'offre à mes yeux de Henri-Montan Berton se ha conservado en forma de manuscrito en la Bibliothèque nationale de France. Además,  Grétry indica que la composición de la obertura, confiada a Frédéric Blasius, comienza con el aire «Ô Richard, ô mon roi», sacado del primer acto de su Richard Coeur-de-lion. Cosa que provocó la hostilidad de la audiencia, la obra estaba proscrita durante la Revolución francesa, pero la orquesta entona el coro de La Marseillaise.
De acuerdo con Antoine-Vincent Arnault, en un momento no especificado, el rey de Inglaterra canta mientras pesca la rana —un golpe de bastón pone fin a los versos incompletos:

Poema I
Je suis Roi d'Angleterre,

J'm'en…
Je suis Roi d'Angleterre,

J'm'en…
On dit qu'mon peuple meurt de faim,
Pour moi, quand j'ai le ventre plein,

Je m'en ris.
Poema II
Nous n'faisons rien qui vaille,

J'm'en…
D'main nous livrons bataille,

J'm'en…
J'ai dit de vaincre à mes soldats.
Tant pis pour eux s'ils ne l'font pas,

Je m'en ris.
Poema III
Un congrès d'rois s'assemble,

J'm'en…
L'un a peur, l'autre tremble,

J'm'en…
On prétend que tout est perdu:
L'ami Pitt sera donc pendu! 

Je m'en ris.
Poema I
Soy el Rey de Inglaterra,

Yo me ...
Soy el Rey de Inglaterra,

Yo me ...
Se dice que mi pueblo se está muriendo de hambre,
Por mí, cuando tengo el estómago lleno,

Yo me río de eso.
Poema II
No hacemos nada que sea correcto

Yo me ...
Nosotros mañana libramos batalla,

Yo me ...
He dicho a mis soldados hay que vencer,
Tanto peor para ellos si no lo hacen,

Yo me río de eso.
Poema III
Un congreso de reyes se reúne

Yo me ...
Uno tiene miedo, el otro está temblando,

Yo me ...
Se afirma que todo está perdido:
¡El amigo Pitt será ahorcado!

 Yo me río de eso.

## Dos censuras

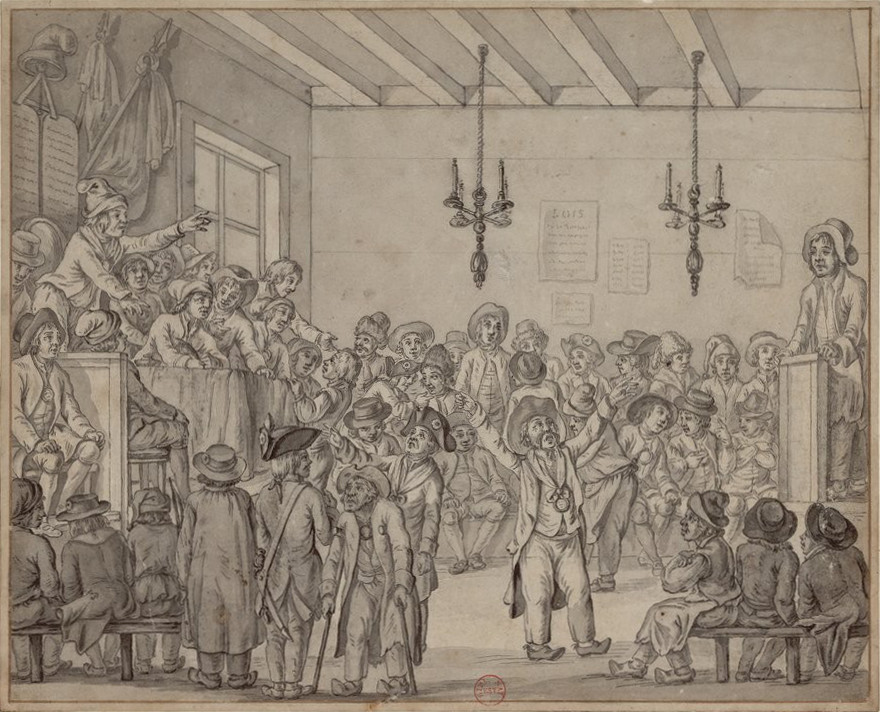
Comité Revolucionario. El ciudadano Barrucaud pertenece a la sección del Arsenal 1793.

La primera censura proviene del público. Esta sátira dirigida contra los «enemigos de Francia» se representa únicamente dos veces. como indica Grétry, esta obra ,cuya música era bastante parecida al vestido de Arlequín, no tuvo éxito. «Durante las actuaciones "se escucharon los silbidos más agudos y redoblados [...]».
La segunda censura fue la realizada por el poder ejecutivo. La ópera es denunciada por el ciudadano Barrucaud, miembro del comité de vigilancia revolucionario de la sección del Arsenal, al Consejo General de la  Comuna de París de fecha 1 de marzo de 1794, sobre la base de que defiende las ideas contrarrevolucionarias. La representación de Cagliostro como patriótico y virtuoso republicano se considera escandalosa, y la presencia del «inmortal  Marat» en la «procesión de fantasmas» de la obra, como irrespetuosa.
Se mantiene entonces una investigación policial aunque Demaillot «envía a la Junta su justificación». Jean Baudrais confirma los hechos, pero justifica la autorización favorable de la representación porque los valores de «fundador, defensor y mártir de la República» de Jean-Paul Marat son defendidos en el segundo acto. Por otro lado, por orden de la administración policial, el autor transformó al segundo aristócrata Cagliostro en un doctor del papa, Laurenzo. Por último, el ponente considera posible organizar reyes si están «representados de abajo, pequeños, atroces y cobardes» y piensa que la escena de estos personajes en cuclillas cumple dicho requisito.
Durante esta reunión Pierre-Gaspard Chaumette, el fiscal general del municipio de París, rechaza estos argumentos. Así Baudrais, administrador de la policía ─junto con Nicolas André Marie Froidure son los encargados de la supervisión de los teatros─ especifica tres días después, el 17 de marzo de 1794, al margen del informe, que por decisión del consejo general la representación de la ópera está prohibida.

## Censura revolucionaria  y teatros
En el principio, la Asamblea Constituyente, por lo tanto «la Revolución, libera el teatro (ley del 13 de enero de 1791): más monopolios según las salas, no más censura». Esto es, en primer lugar abolir el monopolio de los tres teatros privilegiados, -privilegio necesario a las representaciones dadas en particular al Teatro Nacional de la Opéra-Comique- y en segundo lugar la llamada censura del antiguo régimen. Sin embargo, parece que esta «escuela del pueblo» únicamente debe transmitir ideas revolucionarias y favorables al régimen. Así, durante la reunión del 2 de agosto de 1793 la Convención Nacional «no da la iniciativa al Comité de Educación, sino más bien al Comité de Salvación Pública», promulga un decreto cuyo artículo segundo «restaura la censura adecuada a teatros, pero sin hacer referencia al decreto de 1791», con la seguridad de que «todo teatro en el que fueran representadas las obras que tienden a depravar la mente del público, y despiertan la superstición vergonzosa de los derechos, se cerrarían, y los directores arrestados y castigados de acuerdo con el rigor de las leyes». El tercer artículo «estipula que la aplicación de este decreto aprobado por la Convención se confía nuevamente al municipio de París». Por lo tanto, corresponde a la administración de la policía, sin dirigirse particularmente a los teatros, garantizar que no haya un contrarrevolucionario y que no haya ninguna amenaza para el orden público. Esto no impide que haya una eventual intervención posterior en las obras. Sin embargo, «los directores, intimidados y temiendo por sus vidas tanto como por su fortuna, solicitaron el examen de la policía».
Por lo tanto «la revolución da un golpe final al arte lírico». Hay muchas piezas circunstanciales, pero entonces considerados ni siquiera aproximadamente de la calidad de los autores. Además, «mientras se anunciaba un programa, el [...] público actuaba como censor o algunos espectadores por impugnación, requiriendo, durante la sesión, cambiar el programa». La desafección del público causa una falta de ingresos. Así, para el Teatro Nacional de la Opéra-Comique «en 1794, su deuda asciende a más de un millón».

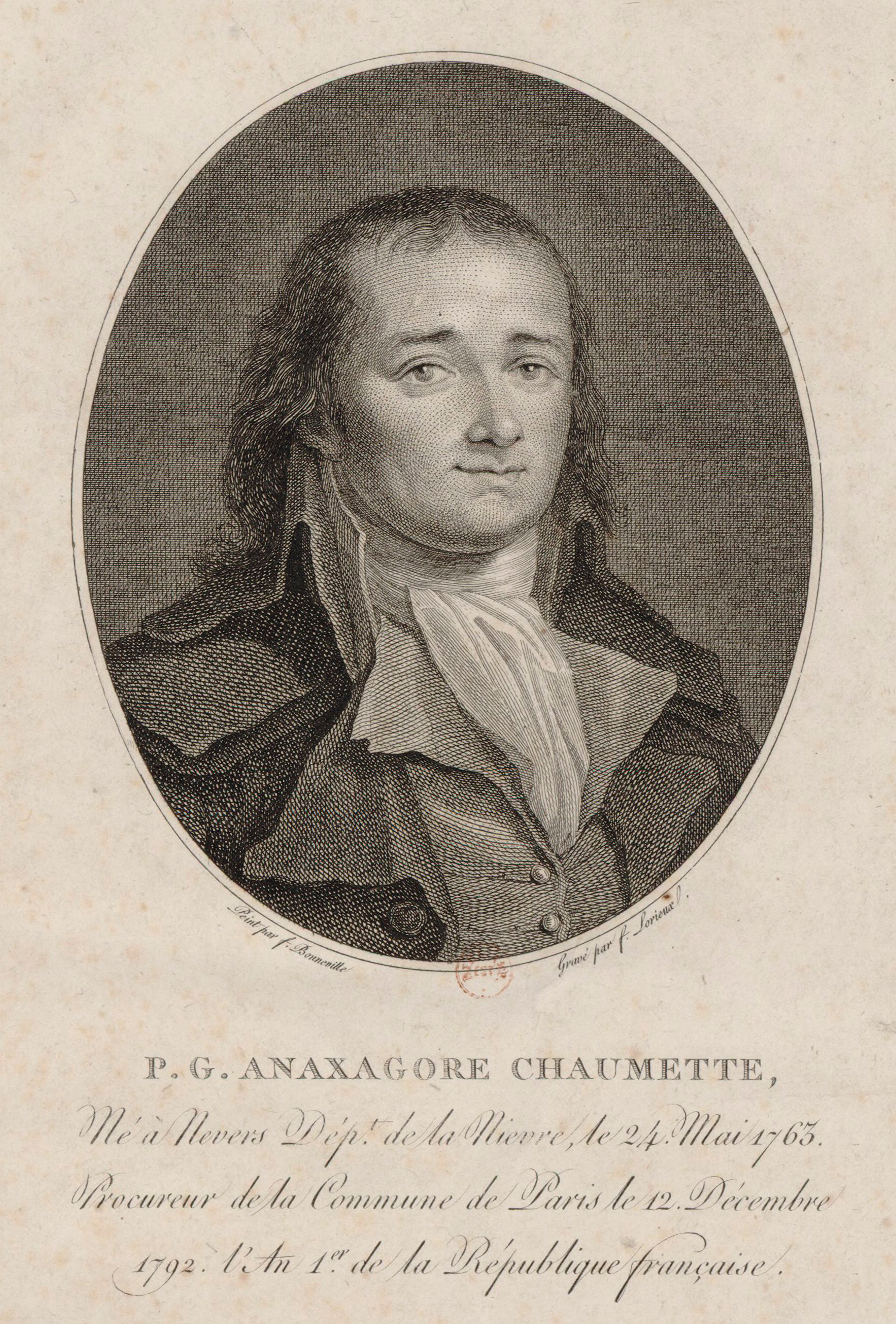
Pierre-Gaspard Chaumette. Fiscal de la comuna de París quien censura la obra. 1796

Con motivo del informe solicitado de Le Congrès des rois —de algún modo acusado por algunos de ser contrarrevolucionario— la policía después de una larga discusión «termina pidiendo 
al Consejo General que decida si se debe seguir examinando las piezas antes representación».
El Consejo General de la Comuna de París, sin tomar en consideración la opinión de la Comisión de Instrucción Pública o del Comité de Salvación Pública de la Convención, responde afirmativamente y no instituye una censura sino una vigilancia. Por lo tanto, se acuerda que en la administración de la Policía siempre se actuará según el sabio decreto del Comité de Salvación Pública, que prescribe monitorear el espíritu público, y no censurar las obras, porque no debe haber censores literarios en una República. Pero esta policía está sujeta a ella y a los decretos de la Convención del 2 de agosto y del 1 de septiembre de 1793 que otorgan a la comuna de París «la policía [...] de los teatros de la capital».
Por lo tanto, el consejo hace de esta representación una oportunidad y en adelante, sin referirse a los órganos ejecutivos de la Convención, extiende sus poderes policiales. Se deroga el derecho de examinar sistemáticamente todas las piezas antes de su difusión y de censurarlas. Esto endurece la libertad de los teatros publicados pero ya desaprobados. Verdadero rival, la comuna de París, fortalecida con la jornada del 10 de agosto de 1792, aparece como protagonista de la división del poder ejecutivo. Este es uno de los muchos episodios entre el consejo general de la comuna y la Convención Nacional. Finalmente, la derrota del consejo explica que aún hoy el alcalde de París se vea privado de cualquier poder de la policía. Este último regresa al representante de la prefectura del Estado. En resumen, la situación que conocemos hoy depende de un enfrentamiento que tuvo lugar entre 1792 y 1795 entre el ayuntamiento y los diputados!.